# HMS Sjöbjörnen (1968)
Pour les articles homonymes, voir HMS Sjöbjörnen (homonymie).
Le HMS Sjöbjörnen est le troisième navire de la classe Sjöormen de sous-marins suédois, nom du projet A11.

## Développement
La planification de la classe comprenait un certain nombre de solutions AIP différentes, y compris la propulsion nucléaire, mais les navires ont finalement été achevés avec des batteries extrêmement grandes pour l’époque. Le navire était un sous-marin à simple coque, avec une forme de coque influencée par le sous-marin expérimental américain USS Albacore (AGSS-569). La coque était recouverte de tuiles de caoutchouc pour réduire la signature acoustique (tuiles anéchoïques), ce qui était à cette époque une technologie pionnière. La classe Sjöormen a également été pionnière dans l’utilisation d’un gouvernail en forme de croix de saint André (par opposition à un gouvernail en forme de croix grecque) comme caractéristique standard (par opposition à un sous-marin expérimental),.

## Service en Suède
Le Parlement suédois a décidé de l’acquisition du navire en 1961. Le navire a été commandé au chantier naval de Karlskronavarvet et sa quille a été posée en 1966. Le navire a été lancé le 9 janvier 1968 et a rejoint la flotte suédoise le 28 février 1969.
Le 8 mai 1969, le Sjöbjörnen était sur le point de s’échouer avec sept députés à bord.
Le sous-marin a servi dans la Marine royale suédoise pendant près de 30 ans et a ensuite été vendu à Singapour en 1997 avec ses quatre sister-ships.

## Service à Singapour
Le navire a été vendu en 1997 à Kockums, qui l’a revendu à Singapour. Après des modifications apportées au navire pour sa tropicalisation, Singapour a racheté le bateau le 28 mai 1999 et le HMS Sjöbjörnen a été rebaptisé RSS Challenger. Il a été remis en service le 26 juin 2004 après un important carénage. Après 11 ans dans la marine de Singapour, il a été mis hors service le 11 mars 2015 et mis au rebut.

## Galerie

HMS Sjöbjörnen & RSS Challenger.
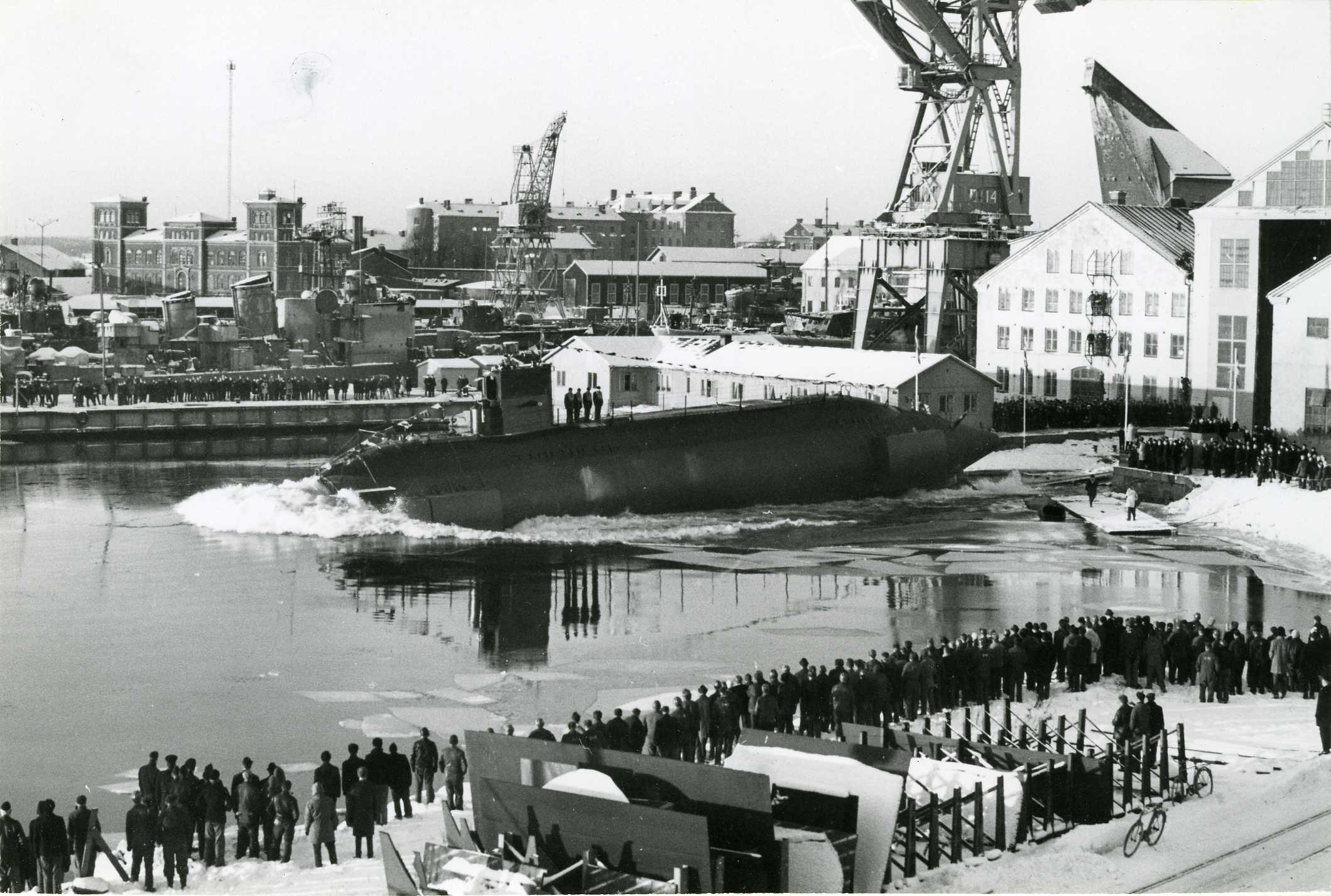
Lancement du HMS Sjöbjörnen le 9 janvier 1968.
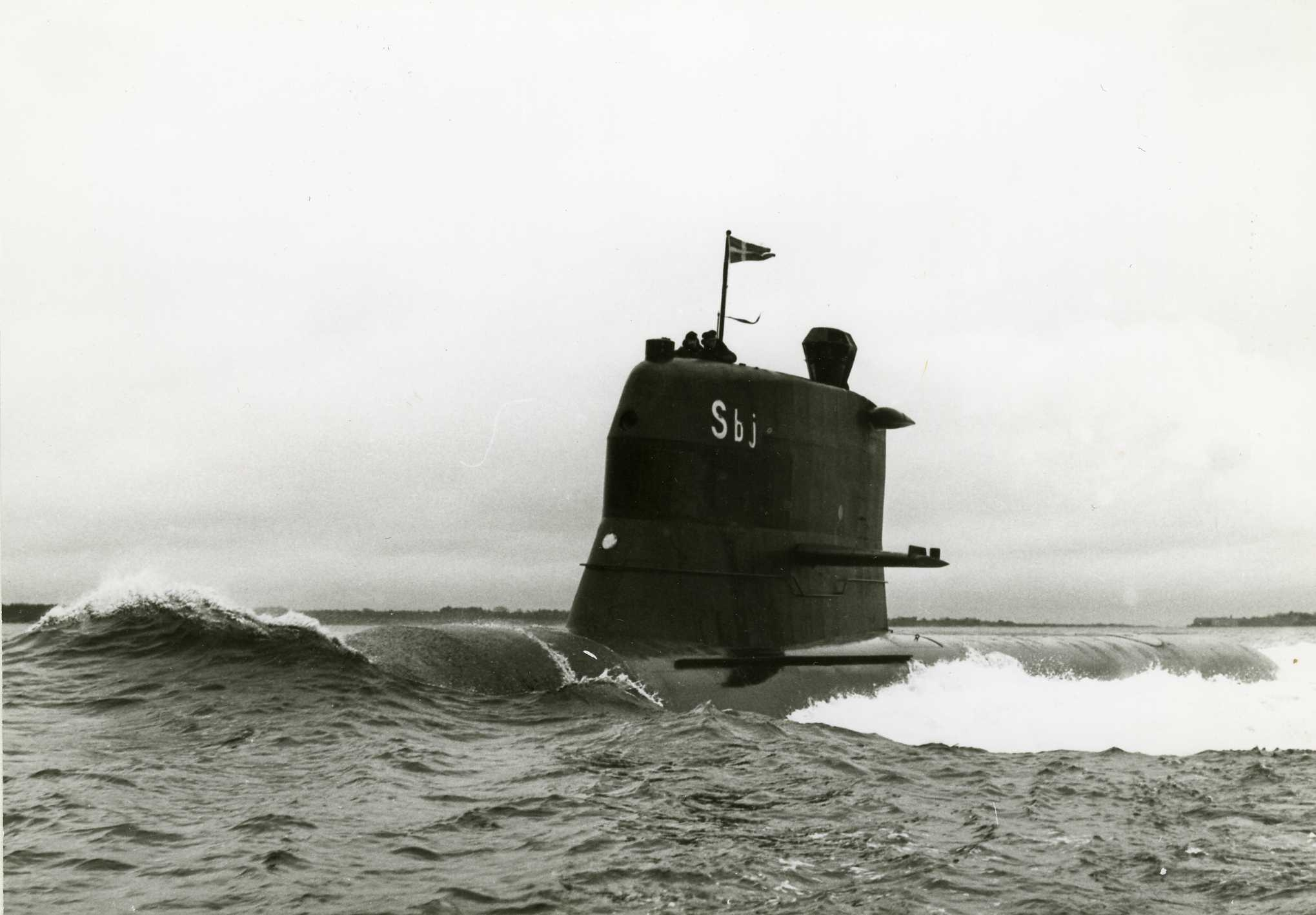
Le HMS Sjöbjörnen faisant surface en 1968.
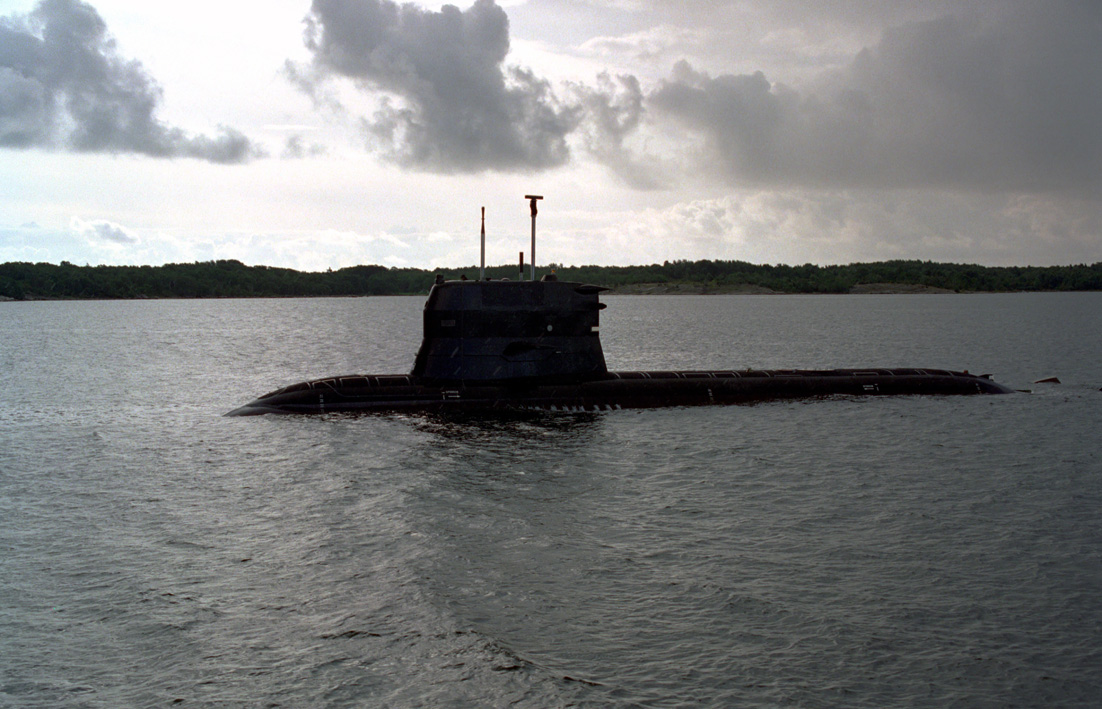
Le RSS Challenger en cours d’essais le 23 mars 2010.